# Spear of Destiny (Computerspiel)
Spear of Destiny ist ein Computerspiel des Entwicklerstudios id Software und die Fortsetzung des Spiels Wolfenstein 3D. Spear of Destiny stützt sich ebenfalls auf das durch Castle Wolfenstein und Beyond Castle Wolfenstein geschaffene Szenario und kann damit als der vierte Teil der Wolfenstein-Reihe gewertet werden. Für die Erstellung der Level und Widersacher von Spear of Destiny benötigte id Software nach der Veröffentlichung von Wolfenstein 3D zwei Monate.

## Handlung und Spielprinzip
Spear of Destiny stellt, wie der Vorgänger Wolfenstein 3D, die Erlebnisse des US-Soldaten William „B.J.“ Blazkowicz dar. In diesem Rahmen soll er in einer neuen Mission den Nationalsozialisten den Speer des Schicksals entreißen.
Die Gestaltung und die Steuerung weisen keine wesentlichen Unterschiede zu Wolfenstein 3D auf. Im Gegensatz zu Wolfenstein 3D ist Spear of Destiny allerdings nicht in unterschiedliche Episoden unterteilt und enthält nur 21 Level, wobei nur 19 Level gespielt werden müssen, um das Spiel zu beenden. Die Widersacher sind dabei mit denen des Spiels Wolfenstein 3D nahezu identisch, lediglich die Endgegner wurden neu gestaltet. So treten beispielsweise Trans Grösse, Barnacle Wilhelm wie auch ein sogenannter Übermutant in Erscheinung.

## Level
In Spear of Destiny gibt es 21 Spielabschnitte, darunter zwei versteckte. Diese lassen sich thematisch in vier Bereiche unterteilen.
- Kapitel 1: Tunnels (Tunnel)
- Kapitel 2: Dungeons (Verliese)
- Kapitel 3: Main Castle (Hauptschloss)
- Kapitel 4: Ramparts (Befestigungsmauern)

Am Ende jedes Abschnitts muss der Spieler einen Endgegner besiegen.

## Verbreitung und Erweiterungen
Spear of Destiny wurde nur als Vollversion entwickelt, im Gegensatz zu Wolfenstein 3D gibt es keine Shareware-Version. Stattdessen wurde das Spiel ausschließlich in einer Schachtel zum Verkauf in Geschäften vertrieben. Die kanadische Vertriebsfirma FormGen Inc. erhielt dazu Spear of Destiny am 31. August 1992 von id Software; am 18. September 1992 wurde das Spiel in Geschäften zum Kauf angeboten.
Das Spiel wurde im März 1999 von der Bundesprüfstelle für jugendgefährdende Schriften im einfachen Verfahren indiziert. In der Entscheidung wurde auf die Indizierung von Wolfenstein 3D verwiesen, da Spear of Destiny diesem „in seinen wesentlichen Zügen gleiche“. Nachdem im August 2019 die Beschlagnahme von Wolfenstein 3D wegen StGB § 86 durch das Amtsgericht München aufgehoben wurde, folgte im Oktober die Listenstreichung von Wolfenstein 3D und Spear of Destiny. Im September 2022 erhielt Spear of Destiny die Kennzeichnung „ab 18“ bzw. „Keine Jugendfreigabe“.
Weltweit wurden bis Ende 1993 jeweils rund 100 000 Exemplare von Wolfenstein 3D und Spear of Destiny verkauft, wobei id Software und seine Vertriebsfirma FormGen Inc. jeweils eine Rendite von 8 US$ für jedes verkaufte Exemplar von Spear of Destiny erzielten.
Für Spear of Destiny wurden – neben zahlreichen Fan-Modifikationen – auch zwei offizielle Mission Packs unter den Namen Mission 2: Return to Danger und Mission 3: Ultimate Challenge von der Firma FormGen Inc. im Jahr 1994 veröffentlicht. Diese weisen im Gameplay keinerlei Unterschiede auf, enthalten jedoch andere Widersacher, Karten und Texturen. Sie stellen weitere Missionen des Protagonisten in feindlicher Umgebung dar. Beide Erweiterungen haben mit 21 Spielabschnitten den gleichen Umfang wie Spear of Destiny.

## Trivia
Die Kopierschutzabfrage kann mit dem Backdoor-Passwort „joshua“ umgangen werden, was mit dem Kommentar „Greetings Professor Falken, would you like to play Spear of Destiny?“ quittiert wird. Dies ist eine Anspielung auf den Film WarGames – Kriegsspiele. Daneben existieren weitere solche Passwörter, insbes. wurde „beta“ in der Beta-Version verwendet.